# Forest (singel)
Forest (tłum. z ang. '"Las") – piosenka druga z kolei i drugi singel z albumu Annoyance and Disappointment polskiego artysty indiepopowego Dawida Podsiadły.
Singel został wydany 7 marca 2016 przez Sony Music Entertainment Poland.
Nagranie uzyskało status złotej płyty.

## Notowania
- Lista Przebojów Trójki: 3[5]
- SLiP: 24[6]